# بورگدورف (ولفلبوتل)
بورگدورف (به آلمانی: Burgdorf) یک شهر در آلمان است که در Wolfenbüttel واقع شده‌است. بورگدورف ۲٬۴۷۰ نفر جمعیت دارد.